# 十字门 (布鲁日)

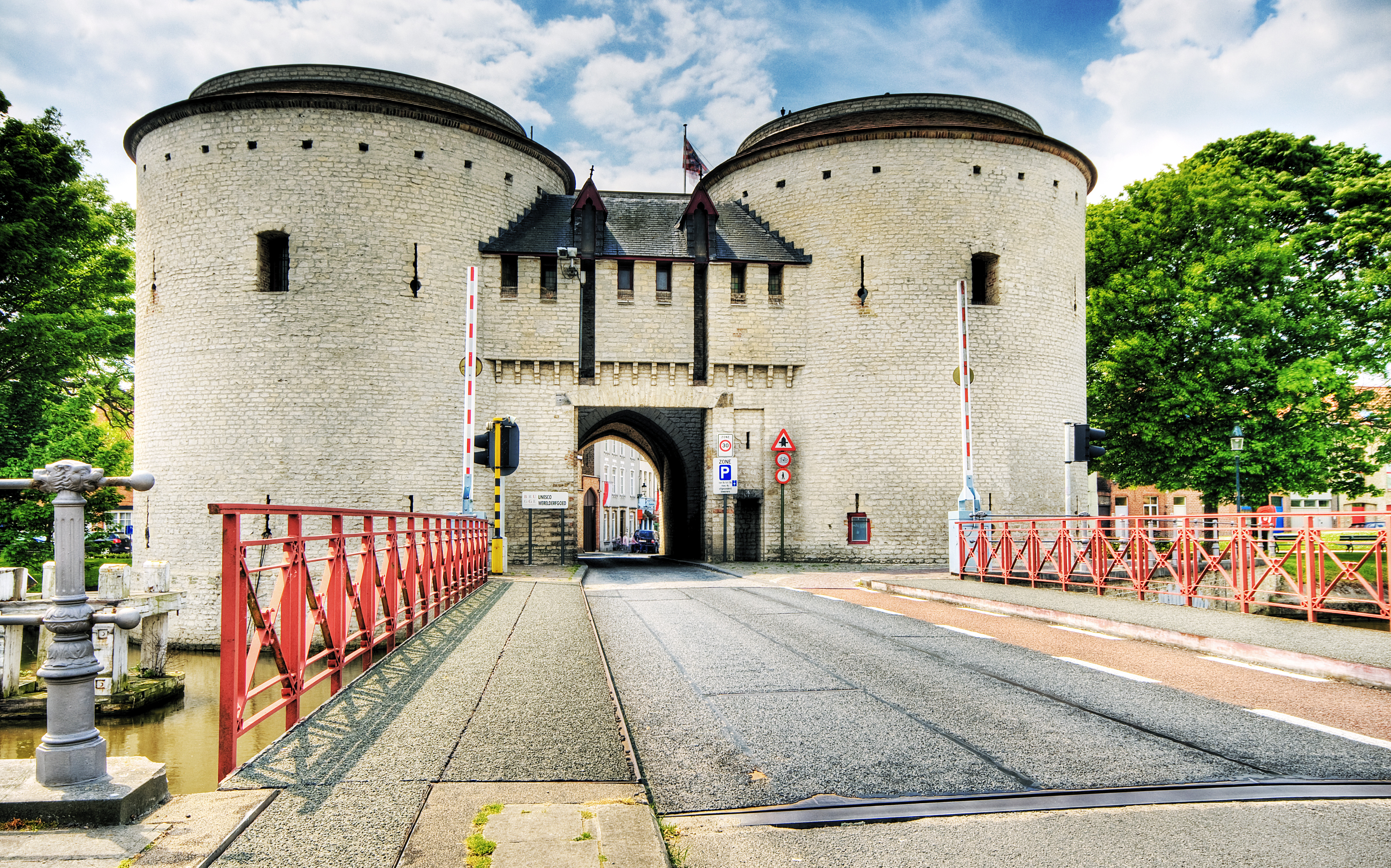

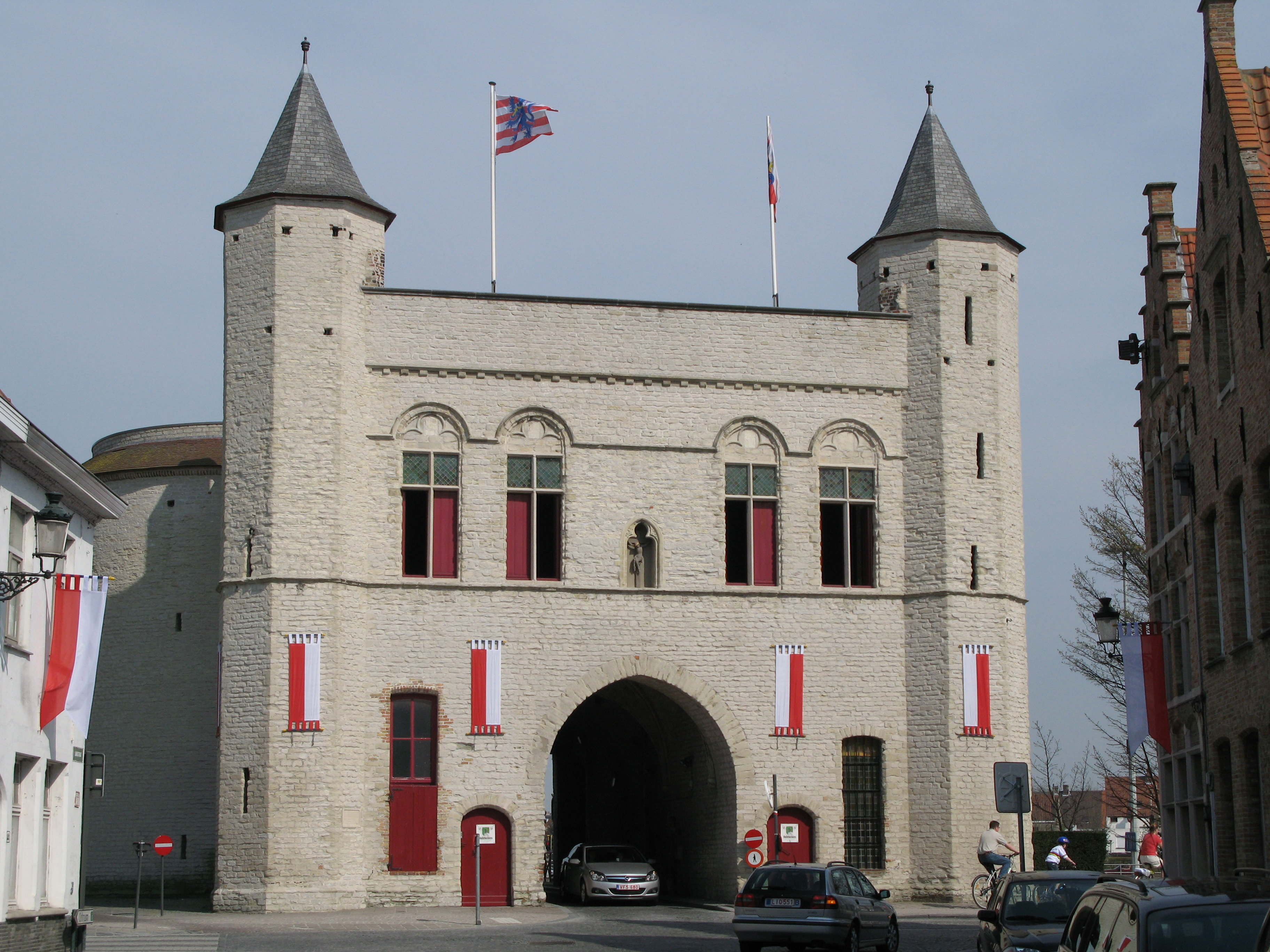

十字门（Kruispoort）是比利时布鲁日现存的四个城门之一。它是1297年布鲁日第二城墙的一部分，为扬·奥德纳尔德建于15世纪初。
十字门前的十字门大桥跨越环城运河。
布鲁日圣米迦勒协会设于十字门。